# Together as one きずな
Together as one きずな（トゥゲザァ・アス・アス・ワン きずな）は、『SMaRT with RUKA』、『Ryu’s』、『STRAIGHT SHOOTER』の3組のオムニバス・シングル。2008年にCDで発売された。

## 解説
- 笠浩二の通算7枚目のシングル。

## 収録曲
| #  | タイトル         | 作詞       | 作曲       |
| -- | ---------------- | ---------- | ---------- |
| 1. | 「キミらしく☆」  | KATSU      | KATSU      |
| 2. | 「消えないKiss」 | 花実       | 笠浩二     |
| 3. | 「アリゾナ」     | Y.Hagiwara | S.Sirakawa |

## 楽曲解説
1. キミらしく☆
  - 笠浩二のアルバム『Wing Heart』収録の『ねぇ』と歌詞が同一。
2. 消えないKiss
  - 笠浩二のアルバム『ハイランダー』収録のRyu‘sバージョン。
3. アリゾナ